# زایفن
زایفن (به آلمانی: Seifen) یک شهر در آلمان است که در راینلاند-فالتس واقع شده‌است.

## خصوصیات
زایفن ۱۶۱ نفر جمعیت دارد.